# Achaea obvia
Achaea obvia is een vlinder van de familie van de spinneruilen (Erebidae). De wetenschappelijke naam van deze soort is voor het eerst voorgesteld door George Francis Hampson in een publicatie uit 1913.

## Verspreiding
De soort komt voor in Sierra Leone, Nigeria, Kameroen, Gabon, Congo-Kinshasa, Ethiopië, Oeganda, Kenia, Tanzania, Malawi en Zimbabwe.

## Waardplanten
De rups leeft op Psidium guajava (Myrtaceae).